# رودريغ سيزار
رودريغ سيزار (بالفرنسية: Rodrigue César)‏ هو لاعب كرة قدم فرنسي في مركز الوسط، ولد في 14 أبريل 1988 في Ducos, Martinique ‏ في فرنسا. شارك مع منتخب مارتينيك لكرة القدم. أما مع النوادي، فقد لعب مع نادي إستر.

## وصلات خارجية
- رودريغ سيزار على موقع قاعدة بيانات كرة القدم.إي يو (الإنجليزية)
- رودريغ سيزار على موقع Soccerway.com (الإنجليزية)